# Апаресида-ди-Гояния
Апаресида-ди-Гояния (порт. Aparecida de Goiânia) — город и муниципалитет в Бразилии, входит в штат Гояс. Составная часть мезорегиона Центр штата Гойас. Входит в экономико-статистический микрорегион Гояния. Население составляет 475 303 человека на 2006 год. Занимает площадь 288,465 км². Плотность населения — 1647,7 чел./км².

## История
Город основан 14 ноября 1963 года.

## Статистика
- Валовой внутренний продукт на 2004 год составляет 1 605 165 738,00 реалов (данные: Бразильский институт географии и статистики).
- Валовой внутренний продукт на душу населения на 2004 год составляет 3846,00 реалов (данные: Бразильский институт географии и статистики).
- Индекс развития человеческого потенциала на 2000 год составляет 0,764 (данные: Программа развития ООН).

## География
Климат местности: тропический.